# Nysius scutellatus
Nysius scutellatus är en insektsart som beskrevs av William Sweetland Dallas 1852. Nysius scutellatus ingår i släktet Nysius och familjen fröskinnbaggar. Inga underarter finns listade i Catalogue of Life.